# Dacnusa diluta
Dacnusa diluta är en stekelart som beskrevs av Maximilian Spinola 1851. Dacnusa diluta ingår i släktet Dacnusa och familjen bracksteklar. Inga underarter finns listade i Catalogue of Life.